# Mallory (Wirginia Zachodnia)
Mallory – jednostka osadnicza w Stanach Zjednoczonych, w stanie Wirginia Zachodnia, w hrabstwie Logan.